# Ernst Josef Aufricht
Ernst Josef Aufricht (* 31. August 1898 in Beuthen, Oberschlesien; † 24. Juli 1971 in Cannes) war ein deutscher Schauspieler und Theaterdirektor.

## Leben
Ernst Aufricht war der älteste Sohn eines wohlhabenden Holz-Großhändlers. 1902 ließ sich die Familie Aufricht in Gleiwitz nieder, wo Ernst Josef auch die Schule besuchte. Ein Vortragsabend von Marcell Salzer beeindruckte Aufricht so sehr, dass er einige Rezitationsabende an seinem Gymnasium initiierte; mehrheitlich wurden dort Dramen von Friedrich Schiller und Johann Wolfgang von Goethe mit verteilten Rollen gelesen.
Als Einjährig-Freiwilliger nahm Aufricht am Ersten Weltkrieg teil und diente als Feldartillerist in Posen. Während dieser Zeit erlebte er in Berlin den Schauspieler Ludwig Hartau in der Rolle des „Zeitungsverlegers Dr. Schön“ in der Tragödie Der Erdgeist von Frank Wedekind. Als er dann Hartau auch noch persönlich kennenlernte, entschied sich Aufricht für den Schauspielerberuf.
Seine Erlebnisse während des Krieges machten Aufricht zum überzeugten Pazifisten und Sozialisten. Sein Vater drängte ihn zu einem Medizinstudium, das er aber bereits nach einem Semester zugunsten der Schauspielerei aufgab. Er ging nach Berlin und wurde Privatschüler bei Hartau. Mit dessen Unterstützung konnte Aufricht im Winter 1920 am Staatstheater Dresden debütieren.

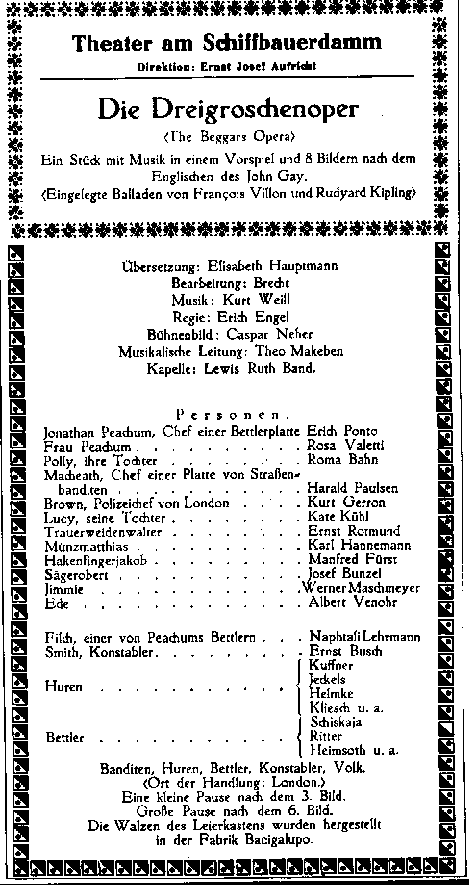
Uraufführung (1928)

Dort blieb er bis 1923 und bekam dann ein Engagement am Lustspielhaus in Berlin. 1924 wechselte er ans Deutsche Künstlertheater und blieb dort bis 1925. Am Berliner Volkstheater war er 1925/27 und am Berliner Thalia-Theater 1927/28 Mitglied des Ensembles.
Zusammen mit Berthold Viertel gründete Aufricht 1923 in Berlin das Schauspielerensemble Die Truppe. Für dessen eher moderne Inszenierungen mietete er das Lustspielhaus an der Friedrichstraße. Eröffnet wurde das Theater mit William Shakespeares Der Kaufmann von Venedig. Mit finanzieller Unterstützung seines Vaters (100.000 Goldmark) pachtete Aufricht das Theater am Schiffbauerdamm, erneuerte und leitete es als Direktor bis Ende der Spielsaison 1931. Nach nur vier Wochen Probephase eröffnete er sein Theater am 31. August 1928 mit der Welturaufführung der Dreigroschenoper von Bertolt Brecht und Kurt Weill. An dem überwältigenden Erfolg hatten auch Erich Engel (Regie), Theo Mackeben (Einstudieren der Songs) und Caspar Neher (Bühnenbild) ihren Anteil.
Im März 1933 ging Aufricht ins Exil in die Schweiz; später nach Frankreich. In Paris versuchte er, erneut als Theaterdirektor zu arbeiten, blieb aber erfolglos. Auch der Versuch, in Deauville (Calvados) eine Pension zu eröffnen, blieb ohne Erfolg. Erst als er anlässlich der Weltausstellung 1937 in Paris das Théâtre de l'Étoile mietete und die Dreigroschenoper in französischer Übersetzung auf die Bühne brachte, war ihm ein kleiner Erfolg beschieden. Ab Januar 1938 leitete er zusammen mit Raymond Rouleau das Théâtre de Minuit (Paris), das später zum Théâtre Pigalle wurde.
Nach dem Einmarsch deutscher Truppen in Frankreich flüchtete Aufricht 1940/41 in die USA. Er ließ sich in New York nieder und versuchte am Broadway seinen Lebensunterhalt zu verdienen. In dieser Zeit produzierte er für einen New Yorker Radio-Sender die Hörspielreihe Die Schulzes in Yorkville. Diese Hörspiele dienten der politischen Aufklärung speziell der Amerikaner mit deutschen Wurzeln. Bei der Entstehung dieser Hörspiele machte Aufricht die Bekanntschaft von Pater Benno Aichinger, dem ehemaligen Generaloberen des Kapuzinerordens. Aufricht, der sich schon länger in einer Glaubenskrise befand, fand durch lange Gespräche mit Pater Benno eine neue spirituelle Grundlage und konvertierte vom jüdischen zum katholischen Glauben. Pater Benno taufte ihn.
1953 kehrte Aufricht nach Berlin zurück und widmete sich auch hier dem Theater. 1955 war er dort erfolgreich in Herr Nachtigall von Claus Hubalek zu sehen.
Am 24. Juli 1971 starb Aufricht in Cannes.

## Werke
- Und der Haifisch, der hat Zähne. Aufzeichnungen eines Theaterdirektors. Alexander Verlag, Berlin 1998, ISBN 3-89581-012-6 (früherer Titel: Erzähle, damit Du Dein Recht erweist).